# Mariobezzia lichtwardti
Mariobezzia lichtwardti är en tvåvingeart som beskrevs av Becker 1913. Mariobezzia lichtwardti ingår i släktet Mariobezzia och familjen svävflugor. Inga underarter finns listade i Catalogue of Life.